# 淮城站
淮城站原名淮安东站，位于淮安市淮安区淮城镇，是新长铁路车站，由上海铁路局新长车务段管辖。2019年10月15日，本站站名由淮安东站更名为淮城站，淮安东站一名用于徐盐铁路车站。
淮城站设有4条到发线和1座站台。站房新沂侧设有货场，内设2条货物线，曾办理粮食、化肥、钛矿石和食盐等货品的装卸业务，后停办:134。